# ネプチューン・デ・ナント・バレーボール
ネプチューン・デ・ナント・バレーボール（Neptunes de Nantes Volley-Ball）はフランスのナントを本拠地とする女子バレーボールクラブ。2024/25シーズンはフランスリーグ・リーグAFに所属する。

## 歴史
1968年設立。1982年、フランス国内リーグのトップカテゴリーに参戦。2010/11シーズンに再び国内リーグのLigueAに参戦すると、リーグを9位で終えた。2013/14シーズンには国内リーグのファイナルに進出し、RCカンヌに敗れたが過去最高の準優勝の成績を残した。2014/15シーズンには初めて欧州チャンピオンズリーグに出場した。2015/16シーズンにはフランスカップで準優勝した。2018/19シーズンの国内リーグではレギュラーラウンドを19勝7敗で4位通過すると、クォーターファイナル、セミファイナルを勝ち進み、ファイナルではRCカンヌに敗れたが5季ぶりの準優勝を果たした。2020/21シーズンの国内リーグは3位となり、2021/22、2022/23シーズンは2年連続で国内リーグを5位で終えた。2023/24シーズンはフランスカップで初優勝を果たした。国内リーグではレギュラーラウンドを21勝3敗の首位通過し、クォーターファイナル、セミファイナルを順当に勝ち抜けたが、2024年4月のファイナルではLevallois Paris Saint-Cloudに2戦とも敗れて準優勝となり悲願達成とはならなかった。

## 主な成績
フランスリーグ
- 準優勝：2014年、2019年、2024年

 フランスカップ
- 優勝：2024年

## 登録選手
2024-25年シーズンの登録選手は次の通り。
| 背番号 | 名前                           | ポジション           | 身長 | 備考       |
| ------ | ------------------------------ | -------------------- | ---- | ---------- |
| 2      | Ana Davaï                      | アウトサイドヒッター | 1.79 |            |
| 3      | アマンディーヌ・ジャルディーノ | リベロ               | 1.72 | キャプテン |
| 4      | Haylie Bennett                 | オポジット           | 1.86 |            |
| 5      | Laura Jansen                   | アウトサイドヒッター | 1.83 |            |
| 7      | エラ・メイ・パウエル           | セッター             | 1.83 |            |
| 8      | レイア・ラタヒリー             | アウトサイドヒッター | 1.78 |            |
| 10     | Stella Vidaller                | リベロ               | 1.61 |            |
| 11     | Léna Chameaux                  | セッター             | 1.77 |            |
| 12     | ハリマトゥ・バ                 | アウトサイドヒッター | 1.87 |            |
| 13     | Nora Legrand                   | ミドルブロッカー     | 1.81 |            |
| 15     | Jessica Robinson               | ミドルブロッカー     | 1.88 |            |
| 16     | Jelena Delić                   | ミドルブロッカー     | 1.90 |            |
| 18     | ジュリア・ニルソン             | ミドルブロッカー     | 1.91 |            |
| 21     | Mariana Brambilla              | アウトサイドヒッター | 1.81 |            |

## 歴代所属選手
| - イザリン・サイジェ＝ウイダー - ニナ・ストイリコビッチ - アマンダ・マリーヌ・シルベス - アメリ・ローター - エミリー・レスポー - アナ・チエミ・タカギ - テイラー・ミムズ - 田代佳奈美 - マリット・ヤスペル | - ヘナ・クルタギッチ - ハナ・クトゥラ - マルティナ・サマダン - アンヒー・ブラント - エルス・ファンデステーネ - ドミニカ・ストルミロ - ベリト・カウフフェルト - カイサ・アランコ - スヴィ・コッコネン |